# Ватрослав Лисински
Ватрослав Лисински (Загреб, 8. јул 1819 — Загреб, 31. мај 1854) је био хрватски композитор немачко-јеврејског порекла, најзначајнији музички стваралац у периоду илиризма.
Рођен је као Игнац Фукс (Ignac Fuchs) у породици немачких Jевреја, у Загребу, у коме је завршио и филозофију и права. На компоновање га је наговорио аматер певач Алберто Штрига, присталица илирског препорода, који је основао "Прво илирско пјевачко друштво". Лисински је постао диригент друштвеног хора и оркестра. У то време мења своје породично име у Ватрослав Лисински.
Од 1842. до 1847. ствара више хорски и соло песама, неколико клавирских композиција и прву хрватску оперу „Љубав и злоба“. Лета 1847. са петорицом певача организује турнеју по Србији и Војводини изводећи хрватске и српске композиције.
У јесен 1847. одлази у Праг, у Чешкој на музичке студије. По повратку у Загреб 1851, довршава оперу „Порин“. Живео је мукотрпно до смрти 1854.
По њему је названа Музичка школа „Ватрослав Лисински” у Београду.

## Биографија
Отац му је био Андрија Фухс, који се почетком 19. века доселио из Новог Места у Крањској у Загреб, где се бавио месарским занатом и трговином, а мајка Анка (рођена Ковачић), ћерка загребачког трговца, удовица Печника из Вараждина. Андрија Фухс је из првог брака имао сина Јосипа. Поред Ватрослава, Андрија и Анка су у другом браку добили и ћерку Марију. У време Лисинског рођења, породица је живела у Илици у двоспратној кући на садашњем броју 37. Крштен је 8. јула 1819. у тамошњој парохијској цркви Св. Марка.Основну школу је похађао у родном граду, а након тога Класичну гимназију. Почео је да студира филозофију 1837. и поновио прву годину. Завршио је двогодишњи студије филозофије (1840), а затим двогодишњи студије права (1842) на Краљевској академији знаности у Загребу.

## Каријера
Музику је почео да учи у трећем или четвртом разреду гимназије. Затим је наставио код учитеља загребачке учитељске школе, Јурја Сојке, и наставио школовање код Јурја Карла пл. Виснер-Моргенстерн где је проучавао хармонију и контрапункт. Његов први подстицај да компонује дао му је пријатељ, певач аматер Алберто Огњан пл. Штрига, присталица илирског покрета који је 1841. основао прво илирско певачко друштво и ангажовао Лисинског за диригента. Исте године компонује своје прво дело – соло песму Из Загорја од прастара на текст Павела Штоса (касније замењену новим текстом Димитрија Деметра Просто зраком птица лети).
У периоду од 1842. до 1847. године био је запослен као нотар банског стола и потом створио више хорова, соло песама, неколико клавирских композиција (Славонско коло) и прву хрватску оперу Љубав и злоба. Либрето ове опере написао је Јосип Цар, по идеји Алберта Штриге, а потом га је прерадио Димитрије Деметер, док је Визнер-Моргенстерн дорадио инструментацију. Прво извођење опере, 28. марта 1846., одржана је у част илирских идеја и тај датум је означен као историјски важан у стварању хрватског ликовног израза. После премијере своје прве опере, због мукотрпног рада на њеном компоновању и извођењу, Лисински одлази на одмор у Марију Бистрицу, где је био гост овдашњег жупника Ивана Кризманића, који је био истакнути родољуб и радо је примао родољубе и интелектуалце из илирског круга.
Августа 1847. Лисински са Албертом Штригом, Фердом Ливадићем, Људевитом Пихлером и Фрањом Стазићем одлази на концертну турнеју по Србији и Војводини (Београд, Панчево и Нови Сад) изводећи хрватске и српске композиције. У повратку су боравили у Сремској Митровици, где су одржали и концерт. У јесен исте године, у октобру, одлази на обуку у Праг. У Прагу је желео да настави музичко образовање на тамошњем чувеном Конзерваторијуму, али није могао јер је тада имао 28 година, што је било више од прописаних 20 година. Након што није успео да се упише на Конзерваторијум, није прихватио предлог директора Конзерваторијума Јана Бедриха Китла да упише тамошњу оргуљашку школу, већ је само један семестар похађао предавања о тонском складу код директора те школе, Карела Франтишека Пича, и приватно студирао композицију и инструментацију код директора Конзерваторијума Јана Бедриха Китла.

## Дела
- прва хрватска опера „Љубав и злоба“ (изведена први пут 28. март 1846),
- опера „Порин“, (премијера 1857. после композиторове смрти)
- увертире, хорови, соло-песме и друго.